# Yannick Yenga
Risasi Yannick Yenga (Kinshasa, 10 aprile 1985) è un ex calciatore congolese (Repubblica Democratica del Congo), di ruolo centrocampista.